# Haakon al II-lea al Norvegiei
Haakon Sigurdsson (n. 1147, Norvegia – d. 7 iulie 1162, Romsdalen⁠(d), Oppland, Norvegia) a fost regele Norvegiei din 1157 până în 1162, în timpul Războiului civil din Norvegia.
A fiul nelegitim al lui Sigurn al II-lea al Norvegiei. În 1157 el a fost numit moștenitor al unchiului său Eystein al II-lea al Norvegiei, care a fost co-guvernator al Norvegiei împreună cu frații săi Inge și Sigurd. Inge a devenit conducător unic al Norvegiei după moartea lui Eystein și Sigurd.
Foștii susținători ai lui Sigurd și Eystein al II-lea s-au unit în spatele lui Haakon, reînnoind lupta împotriva lui Inge sub conducerea lui Sigurd Håvardsson din Hedmark. Pe 3 februarie 1161, regele Inge a fost învins și ucis  în timp ce își conducea oamenii împotriva lui Haakon al II-lea lângă Oslo, după ce mulți dintre oamenii săi, în frunte cu vasalul său, Godred Olafsson, s-au alăturat de partea lui Haakon.
La data de 7 iulie 1162, regele Haakon a fost ucis în bătălia de la Sekken, nu departe de orașul Veøya în Romsdalen. După căderea lui Inge, susținătorii săi s-au adunat în spatele conducătorului Erling Skakke și a fiul său, Magnus Erlingsson. Haakon al II-lea a fost succedat ca rege al Norvegiei de către regele Magnus al V-lea al Norvegiei.